# Mont Logan
Pour les articles homonymes, voir Mont Logan (Washington), Mont Logan (Québec) et Logan.
Ne doit pas être confondu avec Monts Logan.
Le mont Logan est un sommet s'élevant à 5 959 mètres d'altitude dans le Yukon et constituant le point culminant du Canada et le deuxième plus haut d'Amérique du Nord après le mont McKinley, faisant ainsi partie des sept seconds sommets. Il se situe dans le parc national de Kluane et sa réserve. Il est soumis à 300 jours de mauvais temps par an en moyenne avec des températures polaires.
Son nom lui est attribué en 1890 par le découvreur de la montagne Israel Cook Russell en l'honneur de William Edmond Logan. Il est gravi pour la première fois le 23 juin 1925 lors d'une expédition dirigée par Albert H. MacCarthy.

## Toponymie

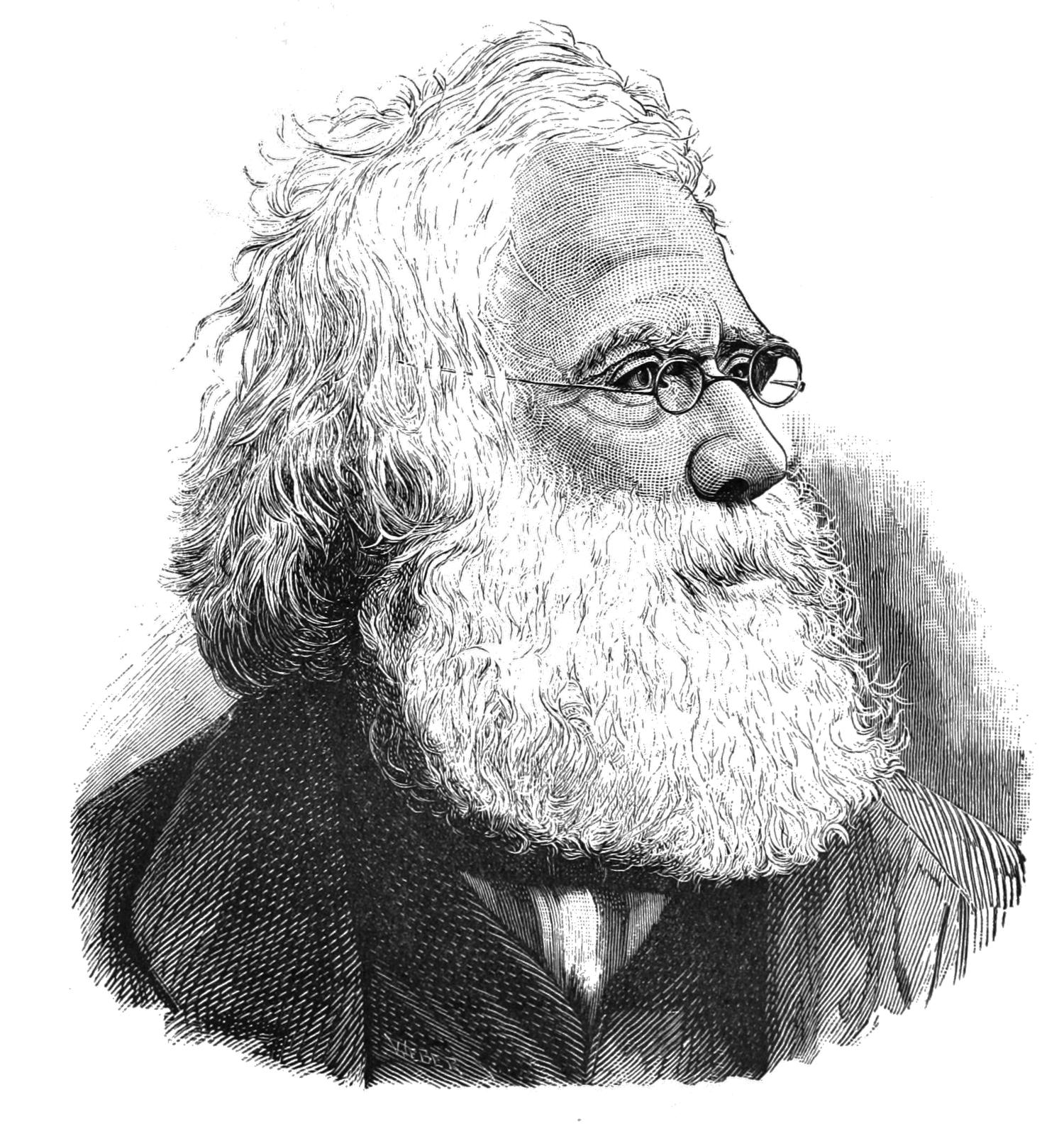
Portrait de William Edmond Logan.

La montagne est nommée en 1890 par Israel Cook Russell en l'honneur de William Edmond Logan, un géologue canadien, fondateur de la Commission géologique du Canada,.
À la suite du décès du Premier ministre du Canada Pierre Elliott Trudeau en 2000, son successeur en fonction, Jean Chrétien, proche de Trudeau, propose de rebaptiser la montagne à son nom. Cependant, cette idée rencontre notamment l'opposition des Yukonnais, des alpinistes, des géologues et des anciens opposants politiques, obligeant à retirer cette proposition. Un autre sommet jusque-là anonyme, dans la chaîne Cariboo de Colombie-Britannique, reçoit à la place le nom de mont Pierre Elliott Trudeau (2 640 m), en juin 2006.

## Géographie

### Situation
Le mont Logan est situé dans le Nord-Ouest du Canada, dans le territoire du Yukon, à une trentaine de kilomètres de la frontière avec l'Alaska. Il se trouve à 280 kilomètres à l'ouest de Whitehorse, la capitale du Yukon, à 400 kilomètres au nord-ouest de Juneau et 500 kilomètres à l'est d'Anchorage, respectivement capitale et plus grande ville de l'État américain. Le sommet s'élève à 5 959 mètres d'altitude dans la chaîne Saint-Élie, ce qui en fait le point culminant du massif et du pays, ainsi que le deuxième plus haut sommet d'Amérique du Nord après le mont McKinley (6 190 m), le plaçant parmi les sept seconds sommets.

### Topographie

Animation représentant le mont Logan en trois dimensions.

Le mont Logan est une montagne massive, probablement celle possédant la plus grande circonférence parmi les reliefs terrestres non-volcaniques, et onze de ses cimes s'élèvent à plus de 5 000 mètres d'altitude le long d'une crête principale s'étendant sur seize kilomètres. Il continue à s'élever sous le biais de la tectonique et le déplacement vers le nord de la plaque pacifique contre la plaque nord-américaine. En mai 1992, une expédition de la Commission géologique du Canada a gravi le sommet et déterminé par mesure GPS son altitude exacte, confirmant qu'il ne dépasse pas 6 000 mètres. Hormis le pic principal, tous les sommets suivants ont une hauteur de culminance inférieure à 500 mètres et sont donc généralement considérés comme des cimes secondaires :
| Pic                        | Altitude | Hauteur de culminance               | Coordonnées                   |
| -------------------------- | -------- | ----------------------------------- | ----------------------------- |
| Pic principal              | 5 959 m  | 5 250 m par rapport au col Mentasta | 60° 34′ 00″ N, 140° 24′ 14″ O |
| Pic Philippe (Ouest)       | 5 925 m  | 265 m                               | 60° 34′ 43″ N, 140° 26′ 02″ O |
| Pic Logan Est (pic Stuart) | 5 898 m  | 198 m                               | 60° 34′ 31″ N, 140° 22′ 01″ O |
| Pic de Houston             | 5 740 m  | 100 m                               | 60° 35′ 04″ N, 140° 27′ 21″ O |
| Pic Prospector             | 5 644 m  | 344 m                               | 60° 35′ 59″ N, 140° 30′ 41″ O |
| Pic AINA                   | 5 630 m  | 130 m                               | 60° 36′ 32″ N, 140° 31′ 49″ O |
| Pic Russell                | 5 580 m  | 80 m                                | 60° 35′ 31″ N, 140° 29′ 09″ O |
| Pic Tudor (pic Logan Nord) | 5 559 m  | 219 m                               | 60° 36′ 58″ N, 140° 29′ 35″ O |
| Pic Saxon (Nord-Est)       | 5 500 m  | 80 m                                | 60° 37′ 12″ N, 140° 27′ 58″ O |
| Pic Queen                  | 5 380 m  | 160 m                               | 60° 36′ 34″ N, 140° 35′ 13″ O |
| Pic Capet (Nord-Ouest)     | 5 250 m  | 240 m                               | 60° 38′ 15″ N, 140° 32′ 41″ O |
| Pic Catenary               | 4 097 m  | 397 m                               | 60° 36′ 36″ N, 140° 17′ 52″ O |
| Pic Teddy                  | 3 956 m  | 456 m                               | 60° 32′ 38″ N, 140° 28′ 42″ O |

Le glacier Seward naît sur le versant méridional, le glacier Hubbard sur le versant oriental tandis que le glacier Logan s'épanche sur le versant septentrional. Les glaces autour du mont Logan, accumulées sur plusieurs milliers d'années, peuvent atteindre une épaisseur de 300 mètres.

### Géologie
Il y a 153 millions d'années, au cours du Jurassique, un batholite de diorite quartzique se forme par refroidissement du pluton remonté dans les roches volcaniques et sédimentaires âgées de 270 millions d'années (Trias). Certaines de ces roches sont piégées et métamorphisées ; elles se transforment en schistes. Entre 70 et 100 millions avant notre ère, des dépôts marins se forment par-dessus les roches plus anciennes et constituent désormais les shales, grès et siltstones présents le long de la faille Border Ranges. Enfin, il y a 51 millions d'années, une nouvelle intrusion de granite se produit.

### Climat
Les précipitations dans la chaîne Saint-Élie proviennent des dépressions atmosphériques du golfe d'Alaska. Les vents dominants d'ouest chargés d'humidité buttent contre les parois de 2 000 à 3 000 mètres de hauteur et les masses d'air, en s'élevant, se refroidissent et se condensent. Les hauteurs de neige peuvent être abondantes, surtout sur les versants ouest et sud, avec deux à quatre mètres par an entre 3 000 et 4 000 mètres d'altitude. Au-delà, la neige est surtout déposée par le vent, en quantité moindre, mais elle ne fond jamais.
La hauteur de la montagne explique les grandes différences de température entre sa base et son sommet. Au plateau sommital, au-dessus de 5 000 mètres d'altitude, la température moyenne atteint −45 °C l'hiver et ne dépasse pas 0 °C l'été.
Les vents soufflent à environ 40 km/h en été mais atteignent plus de 100 km/h en hiver, avec des rafales de plus de 200 km/h.

### Faune et flore
Le mont Logan se situant au sein de la plus grande calotte glaciaire en dehors des inlandsis polaires, toute forme de végétation y est pratiquement absente.

## Histoire

### Histoire autochtone
La région du mont Logan est le territoire traditionnel de la Première nation Kluane ou Lu’an Mun Ku Dan, qui fait partie du groupe des Tutchone du Sud. Son mode de vie était nomade. Les premiers colons arrivent au Yukon à la fin du XVIIIe siècle. Les Premières nations abandonnent leur mode de vie traditionnel au XXe siècle et créent des communautés sédentaires mais se voient interdire certains territoires dans le futur parc national de 1943 à la fin du siècle.

### Découverte et exploration
En 1890, le géologue Israel Cook Russell s'élance pour l'ascension du mont Saint-Élie, à la frontière entre l'Alaska et le Canada. S'il n'atteint pas le sommet, il en découvre un autre : le mont Logan. Son équipe et lui repartent en ayant cartographié une zone de plus de 1 500 km2, inexplorée jusqu'alors,,. Première expédition cofinancée par la National Geographic Society, elle ouvre la voie à de futures explorations. Le 31 juillet 1897, lors de la première ascension réussie du mont Saint-Élie, Louis-Amédée de Savoie, duc des Abruzzes, confirme l'existence du mont Logan, à environ 320 kilomètres.

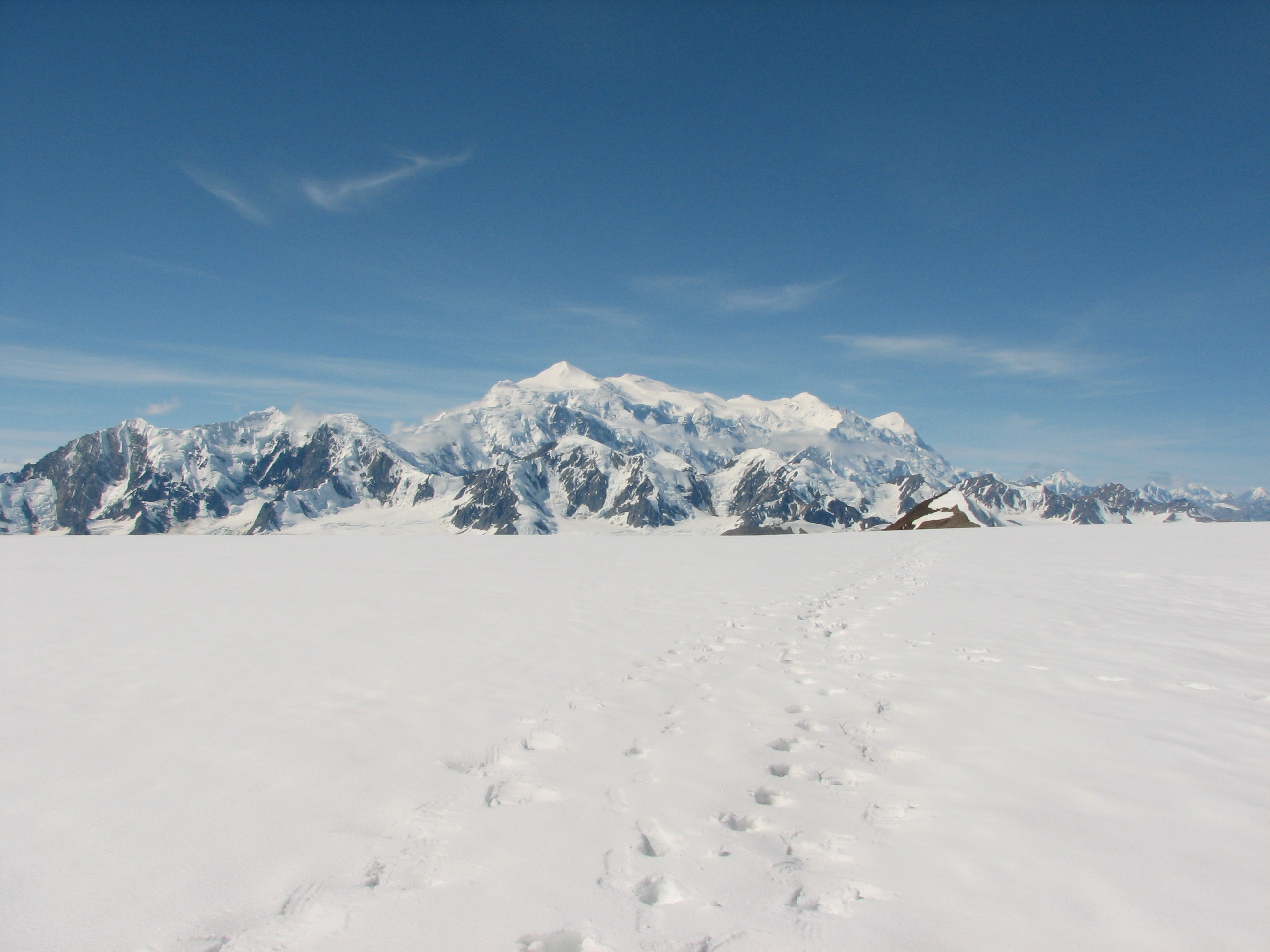
Vue du mont Logan depuis le champ de glace Kluane au nord-est.

En 1913, A.O. Wheeler propose pour la première fois l'idée de gravir le mont Logan, mais la Première Guerre mondiale met ce projet aux oubliettes. En 1922, à une époque où le monde entier, et les Britanniques en particulier, ont les yeux rivés vers l'Everest, le professeur A.P Coleman de l’université de Toronto ressort, devant le Club Alpin du Canada, l'idée de lancer une expédition vers le point culminant du Canada. Les alpinistes H.F. Lambart, W.W. Foster, A. Carpe, H.S. Hall Jr., N.H. Read, R.M. Morgan et A. Taylor sont retenus, avec parmi eux des britanniques et américains, mais la tête de l'expédition est confiée au Britanno-Colombien A.H. MacCarthy, dont la compétence fait l'unanimité, :

« C’était un fait reconnu que le choix d’un chef était la première condition essentielle au succès de l’expédition, et ce choix fut l’objet d’une réflexion empreinte d’inquiétude; mais dès le moment où le capitaine A.H. MacCarthy accepta de prendre les rênes, la plus grande confiance régna, ses qualités exceptionnelles de grimpeur et de chef faisant de lui la personne idéale pour le poste. »

— W.W. Foster, « The Story of the Expedition »
Trois options d'approche s'offrent à l'expédition : depuis Whitehorse au Yukon, depuis Yakutat en Alaska ou depuis le village minier de McCarthy, également en Alaska. Les deux premières possibilités auraient nécessité de traverser chacune une centaine de kilomètres sur des glaciers dans des vallées respectivement méconnues ou menant au pied d'une face sud jugée très difficile depuis 1897. La dernière solution, si elle oblige à franchir les glaciers Chitina, Walsh et Logan, a l'avantage d'être cartographiée depuis 1913 ; mais la possibilité d'ascension reste une inconnue. Aussi, à l'été 1924, MacCarthy part reconnaître le terrain avec Taylor et Miles Atkinson. Le sommet reste invisible mais ils conviennent que l'approche est réalisable à condition de lancer une expédition préparatoire pour acheminer la logistique. Ainsi, en février 1925, 8,6 tonnes de matériel sont transportés avec l'aide de trois hommes supplémentaires, de six chevaux, vingt-et-un chiens et des traîneaux. Le mois suivant, les provisions et le matériel sont répartis entre les différents camps. Ils sont de retour à McCarthy le 26 avril. Le 12 mai, l'équipe au complet repart ; le 17, elle est au pied du glacier Chitina et les chevaux sont renvoyés ; le 22, elle est à la cache sur la frontière où deux traîneaux les attendent ; le 25, elle atteint celle du glacier Ogilvie où se trouve l'essentiel du matériel ; enfin, le 31 mai, le transfert est fini et le camp de base est installé au pied d'une cascade de glace. Début juin, plusieurs observations avancées sont menées et différents camps sont montés, mais les conditions météorologiques perturbent l'avancée, si bien que Hall et Morgan doivent abandonner. Le 22 juin, le camp final est monté à 5 460 mètres d'altitude. Finalement, le sommet principal est vaincu le 23 juin 1925 à 20 h par Albert H. MacCarthy, W.W. Foster, H.F. Lambart, A. Carpe, N.H. Read et A. Taylor. Il faut attendre 1950 pour que deux nouvelles expéditions renouvellent l'exploit,. Cette expédition joue un rôle essentiel dans le développement de l'alpinisme canadien. L'Alpine Journal salue d'ailleurs l'événement :

« Jamais aucune expédition d'alpinisme n'a eu à endurer de si grandes souffrances »

— Alpine journal
Le 19 juillet 1957, une expédition américaine avec Don Monk et Gil Roberts ouvre une voie dans l'arête orientale. Entre 1959 et 1979, quatre voies sont inaugurées dans la face sud, dont, à l'été 1965, Dick Long, Allen Steck, Jim Wilson, John Evans, Frank Coale et Paul Bacon qui vainquent l'arête Hummingbird. La première hivernale a lieu en 1986. En mai 2010, les Japonais Katsutaka Yokoyama et Yasushi Okada ouvrent la voie I-TO dans la face est et reçoivent ainsi le Piolet d'or Asie.
Le 30 mai 2018, l'alpiniste Monique Richard atteint le sommet principal du mont Logan lors d'une ascension solo par le versant ouest (Kings Trench) ; elle devient alors la première femme au monde à atteindre ce sommet en solo,. En raison de plusieurs facteurs (météo, bris d'équipement, condition physique, choc post-traumatique (accident sur le mont Rainier en 2016), elle demande une évacuation à partir du col Prospector,.

## Activités

### Ascension
Depuis la fin de la Seconde Guerre mondiale, il est possible de se rendre au pied du mont Logan en avions légers. La voie normale passe par l'itinéraire de King Trench depuis le glacier Quintino Sella. Bien que la voie soit peu technique, l'altitude et les conditions climatiques rendent l'ascension très difficile, même entre avril et juin,. Elle est effectuée principalement en ski alpinisme et nécessite l'installation de six camps ; trois semaines d'ascension sont généralement prévues par les sites de guides de haute montagne. Un autre itinéraire emprunte l'arête orientale du mont Logan depuis le glacier Hubbard. Seules quelques cordées parviennent chaque année au sommet : entre soixante et cent alpinistes réussissent l'ascension contre 1 200 au mont McKinley.

### Protection environnementale
Le mont Logan est classé depuis 1976 au sein de la réserve de parc national de Kluane mais n'est pas inclus dans le parc national.